# Tapinoma epinotale
Tapinoma epinotale este o specie de furnici din genul Tapinoma'. Descrisă de Karavaiev în 1935, specia este endemică în Vietnam.

## References
1. ↑  Integrated Taxonomic Information System, 13 martie 2001, accesat în 22 octombrie 2013
2. ↑  Karavaiev, V. 1935a.  Neue Ameisen aus dem Indo-Australischen Gebiet, nebst Revision einiger Formen. Treubia 15: 57-118 (page 109, fig. 27 lucrător descris)